# Здание бывшей женской гимназии (Клинцы)
Здание бывшей женской гимназии — двухэтажный каменный особняк, построенный в начале XX века на пересечении улиц Октябрьская и Пушкина в городе Клинцы, ныне Брянской области. Памятник архитектуры регионального значения. В настоящее время в доме разместился и работает центр детского творчества, выставочный центр и художественная школа.

## История
Виктор Александрович Федотов, городской голова, был известным поборником народного образования. Когда ему доверили возглавить Клинцовское общество пособия бедным, он проявил заботу о введении в городе среднего образования. В 1903 году в ходе общественного митинга был заложен первый камень в фундамент женской гимназии. В 1908 году на перекрёстке улиц Большой (ныне Октябрьской) с улицей Пушкина было сооружено красивое здание женской гимназии. До революции в этом учреждении проходили обучение дочери купцов, фабрикантов и зажиточных людей.

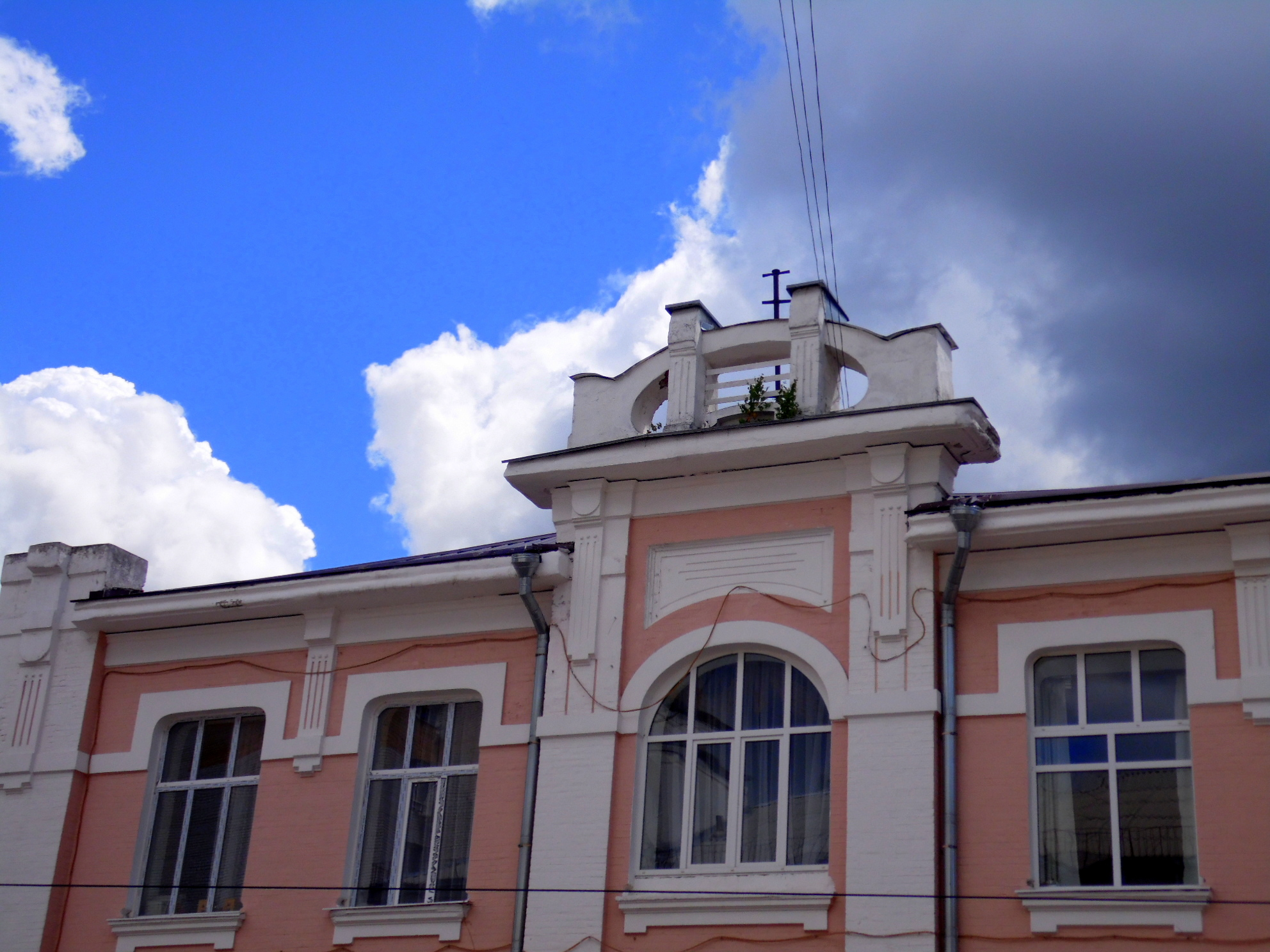
Окна здания

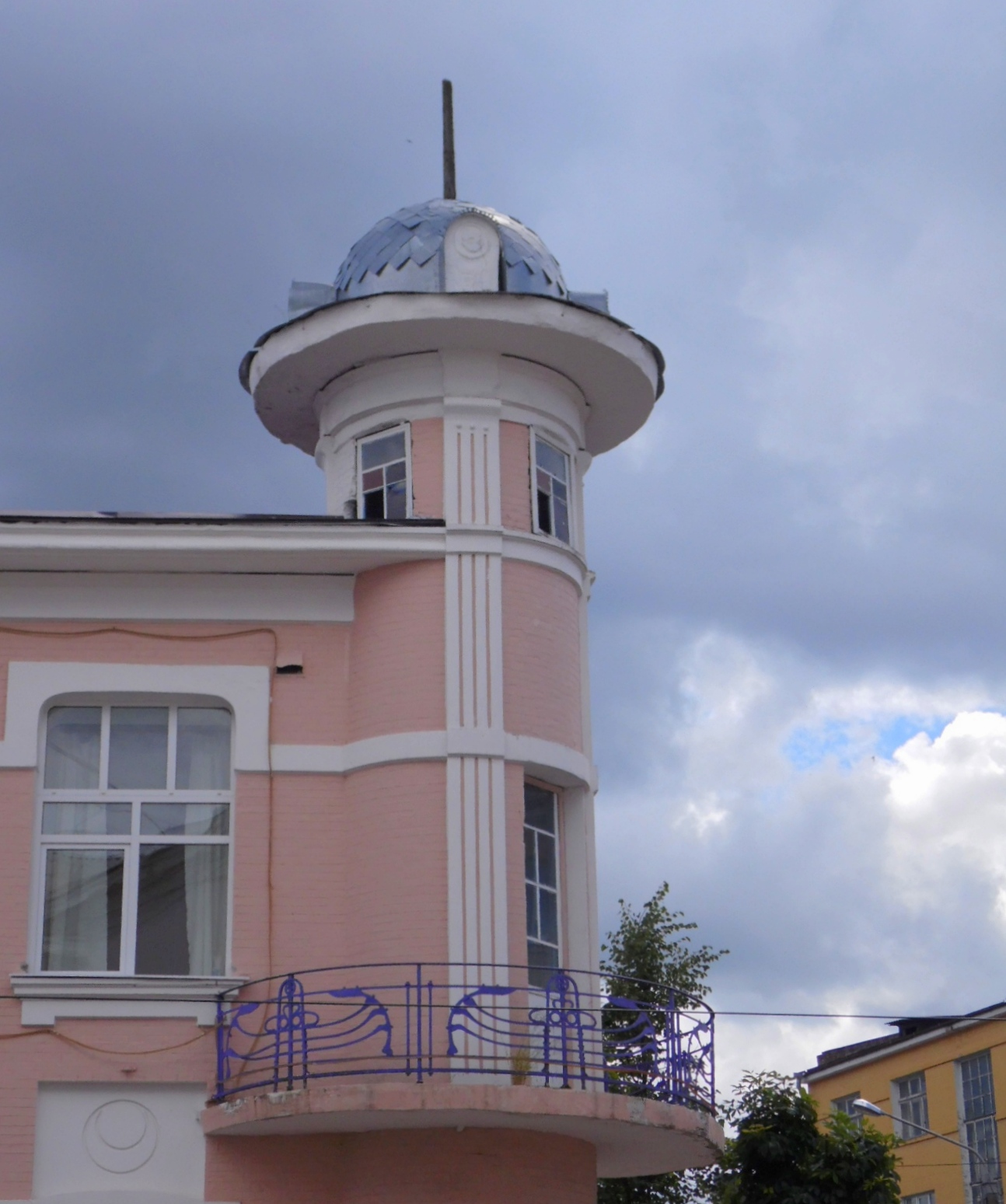
Башенка здания

Во время Великой Отечественной войны особняк сгорел, но уже в 1950 году был восстановлен. Ныне это одно из крупнейших общественных зданий Клинцов, выполненное в стиле модерн и отличающееся вычурным фасадным декором.

## Архитектура
Двухэтажный объём строения вытянулся вдоль Октябрьской улицы и имеет прямоугольный план со скошенной боковой стороной, которая обращена к улице Пушкина. Центр главного фасада отмечен крупным ризалитом, который соответствует большому залу, расположенному на втором этаже. Меньший ризалит на боковом фасаде, завершённый фигурным аттиком, отвечает находящемуся за ним коридору. Дворовый фасад имеет выступ в виде прямоугольника, имеется граненый выступ лестничной клетки в центре. Круглая декоративная башенка на углу уличных фасадов придаёт остроту объемно-пространственной композиции. Она имеет кольцевой балкон и завершена фонариком с плитой большого выноса, увенчанным маленьким куполом с металлической чешуйчатой кровлей и шпилем.
Для внешнего убранства здания характерны кронштейны, тяги, выступы над окнами, ниши. Лучковые перемычки имеют окна здания. Слишком выделяются широкие арочные окна зала и коридоров с архивольтами, и имеющими обрамления в виде «спусков» по сторонам. Поверхности стен выполнены в кирпиче с расшивкой швов, отштукатурен элементы декора. Выступ с рустовкой нижней части боковых пилонов выделяет главный вход в центре ризалита.
В самом здание функциональная планировка. Этажи в продольном направлении разделены коридором, по обе стороны которого размещены помещения. Главный вход с улицы ведёт в небольшой вестибюль, напротив которого установлена двухмаршевая лестница на второй этаж. Во втором этаже особую архитектурную роль играет зал, возле которого размещаются комнаты и кабинеты.

## Центр детского творчества
В настоящее время в особняке работает центр детского творчества и художественная школа. Помещения используются как выставочные залы.